# سومو روبوت
السومو روبوت ،  هي الرياضة التي يحاول فيها اثنان من الروبوتات لدفع كل منهما الآخر خارج الحلبة الدائرية (بطريقة مشابهة لرياضة السومو). ويطلق على الروبوتات المستخدمة في هذه البطولة  sumo bots .

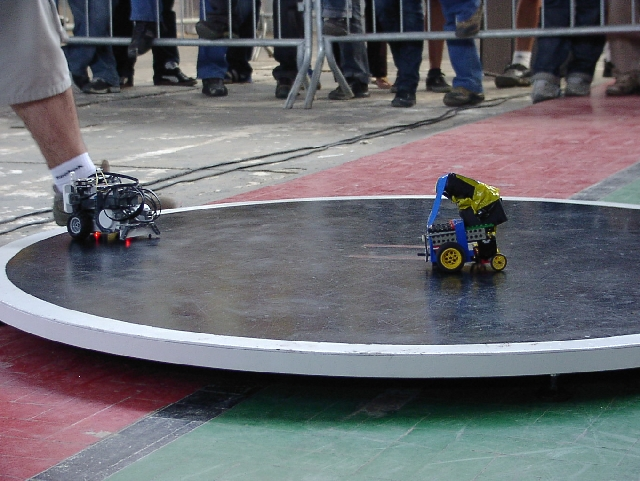
سومو ربوت

## التحديات التي تواجههاالروبوتات
على الروبوت العثور على خصمه ودفعها للخروج من ساحة اللعب الدائرية.
وينبغي على الروبوت أيضا أن يتجنب ترك ساحة اللعب .
السلاح الأكثر شيوعا الذي يستخدم في المسابقة هو الزاوية البلاستيكية في الجزء الأمامي للروبوت ، وعادة ما تميل بزاوية مقدارها حوالي 45 درجة نحو الجزء الخلفي من الروبوت. وتكون لديها ارتفاع قابل للتعديل لتكتيكات مختلفة .
وعادة تقسم روبوت السومو إلى فئتين إما حسب الوزن أو حسب نوع المواد المصنوع منها الروبوت( حديد أو بلاستيك)، أما المسابقات في الدول العربية تعتمد تصنيف واحد للمسابقة ولها شروط لطول وكتلة الروبوت فقط ولا تعتمد أي تصنيف آخر في هذه المسابقة وتصنع الروبوتات عادة من قطع بلاستيكية مصنوعة من شركة Lego Mindstorms NXT ، ولكن هناك بعض الطلاب في جامعات أردنية قاموا بصناعة روبوتات سومو من الحديد واستخدموا للتحكم بها مبرمجات (Microcontroller) مصنعة من شركة Microchip وقاموا بصنع لوحات التكم بأيديهم مما جعل من المسابقة تحدي أكبر للروبوتات المصنوعة من Lego Mindstorms NXT وقام آخرون بتعديل المبرمج الخاص بـ Lego Mindstorms NXT ليتحكم بمحركات خارجية تعمل على بطاريات خارجية 20v ن طريق لوحة تحكم إضافية صنعوها بأيديهم.